# Онесс, Нильс Эгиль
Нильс Эгиль Онесс (норв. Nils Egil Aaness; 31 января 1936, Анденес, Нурланн — 24 декабря 2024, Арендал, Агдер) — норвежский конькобежец, бронзовый призёр чемпионата мира в классическом многоборье 1963 года, чемпион Европы 1963 года, рекордсмен мира.

## Биография
Нильс Эгиль Онесс выступал за команду Норвегии с 1959 по 1965 годы. Лучшим в его карьере стал сезон 1962/1963, Нильс Эгиль Онесс завоевал медали на чемпионатах мира и Европы и 27 января 1963 года установил мировой рекорд в сумме многоборья — 180,560 очка.
Умер 24 декабря 2024 года в возрасте 88 лет.

## Спортивные достижения
| Год  | Чемпионат Европы | Олимпийские игры    | ЧМ многоборье |
| ---- | ---------------- | ------------------- | ------------- |
| 1959 | -                |                     | NC19          |
| 1960 | NC19             | 24e 500 м NF 1500 м | 10e           |
| 1961 | 9e               |                     | NC17          |
| 1962 | 11e              |                     | -             |
| 1963 | 1                |                     | 3             |
| 1964 | -                | 16e 1500 м          | 14e           |
| 1965 | -                |                     | NC17          |

- NC = не отобрался на заключительную дистанцию
- NF = не закончил дистанцию